# GP Denain 2023
De 64e editie van de wielerwedstrijd GP Denain werd gehouden op 16 maart 2023. De start en finish vonden plaats in Denain, in het Franse Noorderdepartement. De koers was opgenomen op de UCI ProSeries kalender en onderdeel van de Coupe de France. De winnaar was de Colombiaan Sebastián Molano, gevolgd door de Nederlander Tim van Dijke en de Belg Timo Kielich.

## Uitslag
| Plaats  | Naam                 | Ploeg                       | tijd     |
| ------- | -------------------- | --------------------------- | -------- |
| Winnaar | Sebastián Molano     | UAE Team Emirates           | 4u37'54" |
| 2       | Tim van Dijke        | Team Jumbo-Visma            | z.t.     |
| 3       | Timo Kielich         | Alpecin-Deceuninck          | z.t.     |
| 4       | Edvald Boasson Hagen | Team TotalEnergies          | z.t.     |
| 5       | Mikkel Bjerg         | UAE Team Emirates           | +5"      |
| 6       | Samuel Watson        | Groupama-FDJ                | +9"      |
| 7       | Milan Menten         | Lotto-Dstny                 | +12"     |
| 8       | Taco van der Hoorn   | Intermarché-Circus-Wanty    | +14"     |
| 9       | Thomas Gachignard    | Saint Michel-Mavic-Auber 93 | +17"     |
| 10      | Paul Lapeira         | AG2R-Citroën                | z.t.     |

1959 · 1960 · 1961 · 1962 · 1963 · 1964 · 1965 · 1966 · 1967 · 1968 · 1969 · 1970 · 1971 · 1972 · 1973 · 1974 · 1975 · 1976 · 1977 · 1978 · 1979 · 1980 · 1981 · 1982 · 1983 · 1984 · 1985 · 1986 · 1987 · 1988 · 1989 · 1990 · 1991 · 1992 · 1993 · 1994 · 1995 · 1996 · 1997 · 1998 · 1999 · 2000 · 2001 · 2002 · 2003 · 2004 · 2005 · 2006 · 2007 · 2008 · 2009 · 2010 · 2011 · 2012 · 2013 · 2014 · 2015 · 2016 · 2017 · 2018 · 2019 · 2020 · 2021 · 2022 · 2023 · 2024 · 2025
Ronde van San Juan ·
Ronde van Valencia ·
Clásica de Almería ·
Ronde van Oman ·
Ronde van de Algarve ·
Ruta del Sol ·
Faun Ardèche Classic ·
La Drôme Classic ·
Kuurne-Brussel-Kuurne ·
Trofeo Laigueglia ·
Milaan-Turijn ·
Nokere Koerse ·
GP Denain ·
Bredene Koksijde Classic ·
GP Industria & Artigianato-Larciano ·
Grote Prijs Miguel Indurain ·
Scheldeprijs ·
Brabantse Pijl ·
Ronde van de Alpen ·
Grote Prijs van Plumelec ·
Tro Bro Léon ·
Ronde van Hongarije ·
Vierdaagse van Duinkerke ·
Boucles de la Mayenne ·
Ronde van Noorwegen ·
Brussels Cycling Classic ·
Dwars door het Hageland ·
Ster ZLM Tour ·
Ronde van België ·
Ronde van Slovenië ·
Ronde van het Qinghaimeer ·
Ronde van Wallonië ·
Ronde van Burgos ·
Ronde van Denemarken ·
Arctic Race of Norway ·
Ronde van Duitsland ·
Maryland Cycling Classic ·
Ronde van Groot-Brittannië ·
Grote Prijs van Fourmies ·
Grote Prijs van Wallonië ·
Coppa Sabatini ·
Super 8 Classic ·
Ronde van het Taihu-meer ·
Ronde van Luxemburg ·
Circuit Franco-Belge ·
Ronde van Langkawi ·
Ronde van Emilia ·
Coppa Bernocchi ·
Ronde van de Drie Valleien ·
Ronde van het Münsterland ·
Ronde van Piemonte ·
Ronde van Hainan ·
Parijs-Tours ·
Ronde van Veneto ·
Japan Cup ·
Veneto Classic